# 矮高河菜
矮高河菜（学名：Megacarpaea delavayi var. minor）为十字花科高河菜属下的一个变种。

## 扩展阅读
- 維基物種上的相關：矮高河菜